# Tiddles
Mèo Tiddles, còn được gọi là mèo Paddington Station, (1970 - 1983) là một con mèo trắng. Nó đã dành phần lớn cuộc đời của mình trong phòng của những người phụ nữ ở ga Paddington, London. Liên tục cho ăn các loại thịt được ưu tiên lựa chọn, bao gồm cả các món ăn từ những người ngưỡng mộ, khiến nó trở nên béo nổi tiếng.
Vào một buổi sáng lạnh lẽo năm 1970, Tiddles được nhận nuôi trong hoàn cảnh là một chú mèo con đi lạc sáu tuần tuổi bởi June Watson, một người phục vụ trong phòng của các quý bà tại ga Paddington. Phụ nữ bắt đầu đến thăm con mèo này ở đó. Ngoài thư của người hâm mộ, quà Giáng sinh và một cây thông Giáng sinh, Tiddles nhận được thức ăn từ nhiều người ngưỡng mộ, được cất trong tủ lạnh cá nhân của nó; một số thực phẩm được gửi trực tiếp cho Tiddles.
Do chế độ ăn giàu chất béo, nhiều calo của anh ấy như gan gà, thận, thỏ và bít tết, những món ăn thường xuyên từ những người hâm mộ và lười tập thể dục, Tiddles trở nên rất béo. Đến năm 1982, nó có cân nặng 30 pound (14 kg) và giành được danh hiệu 'Nhà vô địch mèo béo London'. Tiddles là một trong những con mèo béo nổi tiếng nhất (mỉa mai vì nó có "bất cứ thứ gì ngoại trừ 'tiddly' - 'nhỏ nhắn'"). Mèo Tiddles được quay bởi một đoàn làm phim người Canada, được đăng trên các tạp chí nước ngoài, và năm 1993, được vẽ bởi Frances Broomfield.
Nỗ lực giảm cân của Tiddles đã không hiệu quả vì người hâm mộ của nó tiếp tục gửi thức ăn quá nhiều. Cuối cùng nó nặng 32 pounds (15 kg) và "giống như một quả bóng bãi biển có lông." Tiddles đã được an tử vào năm 1983 sau khi bác sĩ thú y tìm thấy chất lỏng xung quanh phổi của nó.